# 480i

Страны, использующие стандарт 480i (отмечены зелёным)

480i, 525/60 — стандарт разложения, одобренный FCC в 1941 году для чёрно-белого телевидения в США. Он разработан Национальным комитетом по телевизионным стандартам во время первого созыва, и поэтому носит название NTSC-I. После Второй мировой войны и до настоящего времени стандарт используется в аналоговом и цифровом телевидении стандартной чёткости Северной Америки, ряда стран Южной Америки и Японии. Обозначение 480i, принятое для этого же стандарта в цифровом телевидении, означает чересстрочную развёртку (буква «i» — англ. Interlace) и количество элементов изображения по вертикали. В цифровом стандарте это 480 эффективных пикселей, а в аналоговом — количество активных строк, то есть строк, участвующих в построении изображения с учётом обратного хода кадровой развёртки, — 480 из 525. Стандарт предусматривает соотношение сторон экрана 4:3 и частоту 60 полукадров в секунду. В цифровом телевидении возможно использование экрана 16:9 при пониженной горизонтальной чёткости.

## Технические параметры
Стандарт разрабатывался во времена вакуумных передающих и приёмных трубок, поэтому содержит области гашения. Для обратного хода кадровой развёртки требовался значительный интервал времени, в течение которого генератор строчной развёртки продолжал работать и часть строк передавались вхолостую, не участвуя в построении изображения. В настоящее время в передающих камерах и большинстве телеприёмников трубки не используются, однако стандарт остаётся неизменным, включая пассивные строки для возможности приёма передач телевизорами с кинескопом, всё ещё находящимися в эксплуатации.
В аналоговом телевидении стандарт используется в вещательных системах J и M. Полное количество периодов строчной развёртки, приходящихся на полный период кадровой, в этом стандарте составляет 525, из них в построении изображения участвуют от 483 до 499 строк. Номинальным в чёрно-белом телевидении считается количество активных строк, равное 483: по 241 с половиной на полукадр. Остальные 42 теряются во время обратного хода кадровой развёртки: по 21 на каждое поле. Чётные поля заканчиваются посреди последней строки, а нечётные начинаются с середины первой. С появлением системы цветного телевидения NTSC кадровая частота была уменьшена до 29,97 кадра в секунду для соблюдения кратности частоты строк частоте поднесущей и уменьшения заметности помех на чёрно-белых телевизорах. Количество активных строк уменьшилось, чтобы устранить окончание и начало полей с середины строки. Активных строк стало 480: по 240 в каждом поле, а вместо полутора исключённых строк каждого поля стали передаваться уравнивающие импульсы для чересстрочной синхронизации, впоследствии присутствующие во всех аналоговых стандартах разложения.
Длительность строки составляет 63,5 микросекунды, а длительность поля — 16,68 миллисекунды. При этом кадровый гасящий импульс занимает по времени от 1200 до 1300 микросекунд, а строчный синхроимпульс - от 4,19 до 5,71 микросекунды. Ширина полосы частот видеосигнала, получаемая при таком количестве элементов изображения, занимает до 4 МГц.
В цифровом телевидении, стандарты которого применимы также для компьютерных видеоинтерфейсов, используется только 480 вертикальных пикселей, соответствующих строкам. Поскольку в аналоговом телевидении видеосигнал непрерывен, горизонтальная чёткость не имеет фиксированной величины и зависит от амплитудно-частотных характеристик канала передачи. Вещательные стандарты устанавливают нижний предел этого параметра 500 твл. при глубине модуляции 100 %. В цифровом телевидении горизонтальное разрешение принимается, исходя из стандартной частоты дискретизации, равной 13,5 МГц и соответствующей 601-й рекомендацией МККР. При такой частоте число отсчётов яркости, приходящихся на длительность одной строки, составляет 858, из которых 720 приходятся на её видимую часть, а с учётом запаса гашения изображение несут 704. При стандартном соотношении сторон экрана 4:3 получается слегка «растянутый» по вертикали пиксель. При «квадратном» пикселе это соответствует стандарту VGA-разрешения дисплея — 640 × 480. Цветовое разрешение зависит от выбранного семейства стандартов и равняется яркостному при кодировании по стандарту 4:4:4. 
Кадровая частота этого стандарта, составляющая в современных вещательных системах 29,97 кадра в секунду (59,94 полукадра секунду) в обозначениях часто округляется до 30 для упрощения формы записи.  
В соответствии с различными соглашениями возможны различные обозначения стандарта: 480i60, 480i/60 (стандарт EBU/SMPTE) или 480/60i.
480i может быть использован со всеми ключевыми стандартами цифрового ТВ, включая ATSC, DVB и ISDB.